# Уайт, Док
Гай Харрис «Док» Уайт (англ. Guy Harris «Doc» White, 9 апреля 1879, Вашингтон, округ Колумбия — 19 февраля 1969, Силвер-Спринг, Мэриленд) — американский бейсболист, питчер. Победитель Мировой серии 1906 года в составе «Чикаго Уайт Сокс».

## Биография

### Ранние годы и начало карьеры
Гай Харрис Уайт родился 9 апреля 1879 года в Вашингтоне. Он был седьмым сыном в семье Джорджа Уайта, влиятельного бизнесмена, владельца единственного сталелитейного завода в городе. С детства Гая готовили к карьере врача, но во время учёбы в школе он заинтересовался бейсболом. Окончив школу, в 1897 году он поступил в Джорджтаунский университет. С весны следующего года Уайт начал выступать за его бейсбольную команду и быстро стал одним из самых заметных её игроков. Летом 1900 года он присоединился к выставочной полупрофессиональной команде Фляйшманна. Перспективный питчер привлёк внимание Роя Томаса, одного из лидеров «Филадельфии», который и порекомендовал владельцу клуба заключить с ним контракт.
Уайт подписал контракт на сумму 1 200 долларов и присоединился к звёздной ротации питчеров «Филлис», в которую входило три будущих члена Зала славы бейсбола. Сезон 1901 года он провёл прекрасно, одержав пятнадцать побед. В межсезонье он завершил учёбу и получил диплом стоматолога. В 1902 году результаты команды упали, но Гай стал вторым в Национальной лиге по количеству сделанныйх страйкаутов. Владелец команды Джон Роджерс был доволен игроком, но удержать его в составе не сумел. Уайт планировал вернуться в Вашингтон и открыть стоматологическую практику, но зимой за него развернулась борьба между «Филлис» и «Чикаго Уайт Сокс» из Американской лиги. Обе команды несколько раз перебивали контрактные предложения друг друга, а в итоге соглашение между лигами закрепило права на него за «Чикаго».

### Чикаго Уайт Сокс
В 1903 году Уайт присоединился к команде, одержал семнадцать побед в регулярном чемпионате, а его показатель пропускаемости 2,13 стал четвёртым в лиге. В тот период из-за своей врачебной практики он и получил прозвище «Док». Сезон 1904 года стал для него ещё более успешным. Уайт завершил его с показателем пропускаемости 1,78 и выиграл шестнадцать матчей. Во многом благодаря его эффективности «Чикаго» вёл борьбу за победу в лиге. В сентябре Док провёл выдающуюся серию из пяти «сухих» побед подряд. Этот результат удалось повторить только в 1968 году. По ходу рекордного игрового отрезка «Уайт Сокс» обыграли «Кливленд Напс» (1:0), «Сент-Луис Браунс» (1:0), «Детройт Тайгерс» (3:0), «Филадельфию Атлетикс» (4:0) и «Нью-Йорк Хайлендерс» (4:0).
К концу 1905 года Уайт зарекомендовал себя не только как одного из лучших игроков своего времени, но и специалистом по другим вопросам, связанным с бейсболом. Сезон он завершил с семнадцатью победами при тринадцати поражениях, а его показатель пропускаемости 1,76 стал вторым в лиге. Также Док вёл свою колонку в газете Chicago Tribune, где высказывал свои мысли об игре. Владельцы клубов обращались к нему за советами при разработке формы, партнёры по «Уайт Сокс» выбрали его своим представителем на встречах союза игроков.
В 1906 году «Уайт Сокс» выиграли чемпионат Американской лиги и вышли в Мировую серию, где встретились с соседями из «Кабс». В регулярном чемпионате Док выиграл восемнадцать матчей, а также стал лучшим в лиге с пропускаемостью 1,52. Он же стал стартовым питчером на первую игру финальной серии, в которой «Уайт Сокс» одержали сенсационную победу со счётом 2:1. В пятой игре серии Док заменил Эда Уолша в седьмом иннинге и помог команде удержать победу. Уже на следующий день он снова вышел стартовым питчером и провёл полную игру. «Уайт Сокс» выиграли её со счётом 8:3, а вместе с ней и всю серию со счётом 4:2.
Следующий сезон стал для Уайта лучшим в карьере с точки зрения статистики. Он одержал 27 побед, единственный раз завершив чемпионат более чем с 20 выигранными матчами. Также по ходу сезона Док провёл серию из 65  1/3 иннингов без допущенных уоков. Годом позже он оказался в тени Уолша, но сам одержал восемнадцать побед и снова помог «Уайт Сокс» до последних матчей вести борьбу за первое место в лиге. После завершения сезона 1908 года Уайт закрыл свою стоматологическую практику. Совместно с чикагским журналистом Рингом Ларднером он написал музыку к двум песням. Кроме того, Док стал руководителем церковного хора, пел сам и играл на фортепиано.
Заключительные годы карьеры в составе команды дались Уайту тяжело. Если в первые восемь лет он одержал 143 победы, то в пяти последних их было всего 46. В 1913 году он смог сыграть всего в девятнадцати матчах и после окончания сезона покинул Главную лигу бейсбола. Ещё два сезона Док провёл в Лиге тихоокеанского побережья и окончательно завершил карьеру в 1915 году.

### Дальнейшая жизнь
Закончив играть, Уайт несколько лет работал тренером в различных командах младших лиг, был совладельцем команды Техасской лиги. В годы Первой мировой войны он занимал должность руководителя отделения YMCA в Далласе. В 1921 году Док вернулся в Вашингтон, устроившись на работу тренером и учителем физкультуры в школу, которую он оканчивал сам. Здесь он проработал следующие двадцать восемь лет. Также он занимал должность тренера питчеров в команде Мэрилендского университета.
В 1949 году Уайт вышел на пенсию и занялся садоводством. Он разводил розы, участвовал в выставках, был их призёром. В 1955 году, после смерти его супруги, с которой он прожил более пятидесяти лет, Док переехал в Силвер-Спринг к дочери. Ещё через два года он сломал бедро и последние годы был практически прикован к постели. В 1968 году он в последний раз попал в центр внимания журналистов, когда питчер «Лос-Анджелес Доджерс» Дон Дрисдейл повторил его серию из пяти «сухих» побед подряд.
Док Уайт скончался 19 февраля 1969 года, немного не дожив до своего 90-летия.